# Death Has a Shadow
«Death Has a Shadow» (с англ. — «И у Смерти есть тень») — первая серия первого сезона мультсериала «Гриффины». Премьерный показ состоялся 31 января 1999 года на канале FOX. В России премьерный показ состоялся 29 апреля 2002 года на канале Рен-ТВ.

## Сюжет
Питера приглашают на мальчишник у Куагмира, и Лоис заставляет Питера дать обещание не пить на празднике, но Питер игнорирует свою клятву и сильно напивается. Лоис сильно расстроена, но готова простить мужа, так как ничего страшного не случилось.
На следующее утро, мучаясь похмельем, Питер засыпает на рабочем месте на фабрике Весёлых Игрушек (англ. Happy-Go-Lucky Toy Factory), что приводит к производству множества опасных игрушек: топоров, ножей, опасных таблеток и пр. За это Питера увольняют. Опасаясь снова разозлить Лоис, Питер решает не рассказывать об этом происшествии.
Брайан предлагает Питеру подать заявку на получение пособия по безработице, и тот вскоре получает свой первый чек — на 150 000 долларов. Ошибка вызвана неправильным положением десятичной точки. Ошеломлённый неожиданной удачей, Питер начинает покупать очень дорогие подарки своей семье, в частности, статую Давида Микеланджело для Мег и Криса, которые разузнали, что их отец теперь безработный, и обещали за это ничего не рассказывать маме.
Но Лоис узнаёт об этом, когда получает следующий чек на пособие по безработице. Огорчённый тем, что опять расстроил жену, Питер решает выкинуть все «лишние» деньги. Несмотря на добрые намерения, Питера и Брайана арестовывают за мошенничество. Лоис поняла, что Питер всё это делал для своей семьи, поэтому выступает с пылкой речью в суде с просьбой освободить мужа, но это лишь приводит к тому, что судья выносит приговор, заключающий их обоих за решётку. К счастью, приговор судьи кардинально меняет Стьюи, воспользовавшийся своим гипнотическим аппаратом (англ. mind control device). C его же помощью Стьюи заставляет судью восстановить отца на работе.
Эпизод заканчивается полным восстановлением статуса-кво, а Питер снова думает, где бы достать денег.

## Создание
- Автор сценария: Сет Макфарлейн
- Режиссёр: Питер Шин[англ.]
- Приглашённые знаменитости: Карлос Алазраки в роли мистера Вида, Билли Уэст и Пэт Саммерэлл[англ.] (в титрах не указан)
- Первоначально создатели хотели, чтобы в названии каждого эпизода присутствовали слова «смерть», «убийство» или им подобные, но спустя четыре серии от идеи отказались.
- Эпизод был посвящён 33-му розыгрышу суперкубка по американскому футболу и вышел в тот же день, сразу же после трансляции этого события.
- На создание этой серии канал FOX выделил Макфарлейну 50 000 долларов[1]. Через полгода эпизод был готов[2].

## Выход на экраны
Премьеру эпизода посмотрели 22 010 000 зрителей.

## Критика
В целом эпизод получил положительные отзывы.
В ретроспективном обзоре 2008 года Ахсан Хак из IGN отметил, что этот длинный сериал, в отличие от многих других, получил весьма сильное начало — в его пилотной серии было довольно мало неловких моментов, и уже в ней отразились его лучшие черты. Рейтинг — 8,9 из 10.
Алонсо Деларте из журнала Bob’s Poetry Magazine, следуя, по его словам, правилу «не предъявлять слишком высоких требований к пилотному эпизоду», подверг критике лишь отдельные технические недостатки.